# Elena Klokatchiova
Elena Klokatchiova (en russe : Елена Никандровна Клокачёва) est une peintre russe et soviétique, dessinatrice, née le 13 novembre 1871 (25 novembre dans le calendrier grégorien) à Saint-Pétersbourg et morte à une date inconnue mais avant 1943. Elle est connue surtout pour son portrait de Grigori Raspoutine, conservé aujourd'hui au Musée de l'Ermitage. En 1942-1943, durant le siège de Léningrad, elle réalise quelques portraits de médecins espagnols de la Division bleue espagnole casernés à Pavlovsk, où existait un hôpital et un centre d'évacuation.

## Biographie
Elena Klokatchiova est née dans une famille d'officiers de la marine. Son arrière-grand-père, Fedot Klokatchiov (ru) (1733/9-1783), a été vice-amiral, commandant de la flotte russe de la mer Noire. Son grand-père a été capitaine-lieutenant et son père Nikandre Klokatchiov (1828-1887), amiral.
En 1910, l'écrivaine Evdokia Nagrodskaïa (en) dédie son roman La colère de Dionysus à Klokatchiova
La date et le lieu de sa mort ne sont pas connus.

## Formation
Klokatchiova étudie au gymnasium pour jeunes filles Stoiounina à Saint-Pétersbourg, puis à l'Académie russe des Beaux-Arts à partir de 1891 avec le peintre Pavel Tchistiakov (jusqu'en 1892), ensuite avec Pavel Ossipovitch Kovalevski. Ce n'est qu'à partir de 1890 que l'académie de Saint-Pétersbourg a autorisé les femmes à passer l'examen d'entrée pour devenir étudiantes officielles. Les premières années, le nombre de femmes était extrêmement faible.

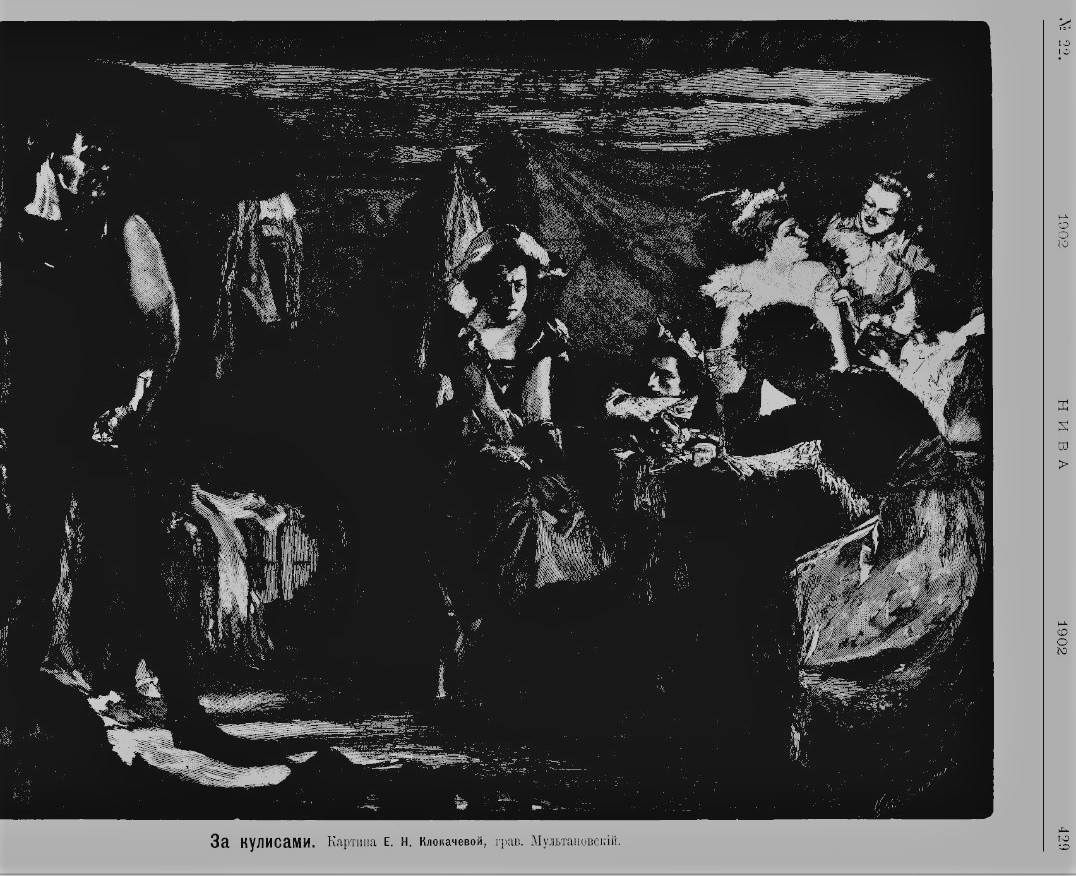
Klokatchiova, Dans les coulisses 1901

Anna Ostroumova-Lebedeva (1871—1955), inscrite à l'académie en 1892, ne se souvient du nom que de quatre élèves seulement : Elena Klokatchiova, Elisaveta Martynova, Lioudmila Savitch et Maria Fiodorova. Mais avec les élèves libres et celles dont Anna Ostrouma-Lebedeva ne se souvient plus, il y avait 14 élèves en tout à l'Académie à l'époque. Les jeunes filles suivaient les ateliers de maîtres réputés et étaient parfois intimidées par leur personnalité. Les hommes pensaient quant à eux qu'il était de leur devoir de soutenir et d'encourager ces premières artistes professionnelles.
En 1899, Klokatchiova étudie à Munich, dans l'atelier de Franz von Lenbach et à l'école d'Anton Ažbe. En 1901, pour son tableau Dans les coulisses, elle obtient le certificat lui permettant d'enseigner dans les académies.

## Œuvre
Son portrait de Raspoutine, réalisé en 1914, est la plus connue parmi ses toiles. Il est réalisé dans un style réaliste et est un des rares tableaux représentant le personnage. Les photographies de Raspoutine sont par contre nombreuses. Klokatchiova a également peint des paysages (notamment de Samarcande) et des portraits.
|                            |                                          |                                         |                      |
| Grigori Raspoutine en 1914 | Rêve, (carte-postale), Klokachiova, 1916 | Sur les toits à Samarcande, 1914, huile | Batcha Mamed en 1918 |